# Kortewinkel
De Kortewinkel of Korte Winkel is een straat in Brugge.

## Beschrijving
Zeker vanaf 1305 was er een Korte Winkel en een Lange Winkel. Voor die straten gebouwd in winkelhaak, betekende de naam vooral dat het om een krinkelstraat ging, een straat met bochten. Winkelen is zich kronkelig buigen.
De Lange Winkel werd stilaan een van de hoofdkwartieren voor de Spaanse natie en de Spaanse kooplieden. Onvermijdelijk veranderde de naam in Spanjaardstraat. De Kortewinkel bleef echter zijn naam behouden.
In de Kortewinkel, aan huisnummer 2, staat een van de twee resterende authentieke houten gevels die de stad Brugge nog bezit.
In 1840 keerden de jezuïeten naar Brugge terug. Ze bouwden in 1873 een grote kerk in de Vlamingstraat, de Heilig Hartkerk, en in het verlengde ervan bouwden ze een residentie in de Korte Winkel. Hierin werd een kleine congregatiekapel ingericht. De inrichting was neogotisch, met figuratieve muurschilderingen, polychrome heiligenbeelden, neogotische glasramen en een altaar met schilderijen door Flori Van Acker. In 1979 verkochten de jezuïeten het meubilair en de glasramen en werd een hedendaagse aankleding verkozen. Einde 2016 verlieten de jezuïeten hun Brugse residentie en stelden het gebouw te koop. De H. Hartkerk hadden ze al in 1986 verkocht.
Korte Winkel loopt van de Vlamingstraat naar de Spaanse Loskaai en de Spanjaardstraat.

## Bekende bewoners
- Maurits Gerard De Keyzer
- Jan De Mey